# Hasan Şaş
Hasan Gökhan Şaş (Karataş, Adana, 1 augustus 1976) is een Turks voormalig profvoetballer. Hij speelde van 1994 tot en met 2009 voor achtereenvolgens Adana Demirspor, MKE Ankaragücü en Galatasaray SK. Şaş was van 1997 tot en met 2009 international van het Turks voetbalelftal, waarvoor hij veertig interlands speelde en twee keer scoorde.
Şaş begon zijn voetbalcarrière bij het regionale Adana Demirspor. Destijds speelde die club nog professioneel voetbal en Şaş kreeg als jeugdspeler een paar invalbeurten. Niet veel later volgde zijn vertrek naar de Turkse middenmoter MKE Ankaragücü. Na twee succesvolle seizoenen was Hasan Şaş klaar voor een topclub. In 1998 meldde Galatasaray SK zich voor de fanatieke middenvelder. De eerste jaren verliepen niet goed voor de Turkse speler. Hij belandde vaak op de bank en had te maken met sterke concurrentie. In 1999 bleek dat Hasan Şaş doping had gebruikt. Hierdoor kreeg de international een speelverbod van ruim een jaar.
Nadat Galatasaray SK de UEFA Cup en UEFA Super Cup had veroverd, vertrokken er veel spraakmakende spelers van de club. Şaş was de speler die hiervan het best gebruik maakte. Na zijn dopingschandaal schoor hij zijn hoofd kaal en kwam terug op de velden als een veelzijdige speler. Op het WK van 2002 toonde de middenvelder zijn kwaliteiten aan de hele wereld. Even was er interesse vanuit Europa voor de rechtspoot maar Şaş verzuimde deze kans door vele blessures en besloot toch bij zijn club te blijven. Hij eindigde zijn carrière bij Galatasaray SK na het seizoen Süper Lig 2008/09.

## Erelijst
| Competitie     |             |                                             |
| Competitie     | Aantal      | Jaren                                       |
| Galatasaray    | Galatasaray | Galatasaray                                 |
| -------------- | ----------- | ------------------------------------------- |
| Nationaal      |             |                                             |
| Süper Lig      | 5x          | 1998/99, 1999/00, 2001/02, 2005/06, 2007/08 |
| Türkiye Kupası | 3x          | 1998/99, 1999/00, 2004/05                   |
| Süper Kupa     | 1x          | 2008                                        |
| Continentaal   |             |                                             |
| UEFA Cup       | 1x          | 1999/00                                     |
| UEFA Super Cup | 1x          | 2000                                        |

## Clubstatistieken
| Seizoen | Club            | Competitie | Wed. | Goals |
| ------- | --------------- | ---------- | ---- | ----- |
| 1994/95 | Adana Demirspor | Süper Lig  | 3    | 0     |
| 1995/96 | Ankaragücü      | Süper Lig  | 19   | 1     |
| 1996/97 | Ankaragücü      | Süper Lig  | 29   | 6     |
| 1997/98 | Ankaragücü      | Süper Lig  | 32   | 2     |
| 1998/99 | Galatasaray     | Süper Lig  | 24   | 4     |
| 1999/00 | Galatasaray     | Süper Lig  | 25   | 3     |
| 2000/01 | Galatasaray     | Süper Lig  | 30   | 6     |
| 2001/02 | Galatasaray     | Süper Lig  | 27   | 2     |
| 2002/03 | Galatasaray     | Süper Lig  | 20   | 1     |
| 2003/04 | Galatasaray     | Süper Lig  | 22   | 2     |
| 2004/05 | Galatasaray     | Süper Lig  | 22   | 4     |
| 2005/06 | Galatasaray     | Süper Lig  | 26   | 2     |
| 2006/07 | Galatasaray     | Süper Lig  | 20   | 2     |
| 2007/08 | Galatasaray     | Süper Lig  | 10   | 1     |
| 2008/09 | Galatasaray     | Süper Lig  | 8    | 0     |

1 Reçber ·
2 Emre Aşık ·
3 Korkmaz ·
4 Akyel ·
5 Özalan ·
6 Erdem ·
7 Buruk ·
8 Kerimoğlu ·
9 Şükür  ·
10 Baştürk ·
11 Şaş ·
12 Çatkıç ·
13 Izzet ·
14 Havutçu ·
15 Nihat ·
16 Ümit Özat ·
17 Mansız ·
18 Penbe ·
19 Ercan ·
20 Ünsal ·
21 Emre Belözoğlu ·
22 Ümit Davala ·
23 Özgültekin ·
Coach: Güneş